# Sundance Film Festival 2025

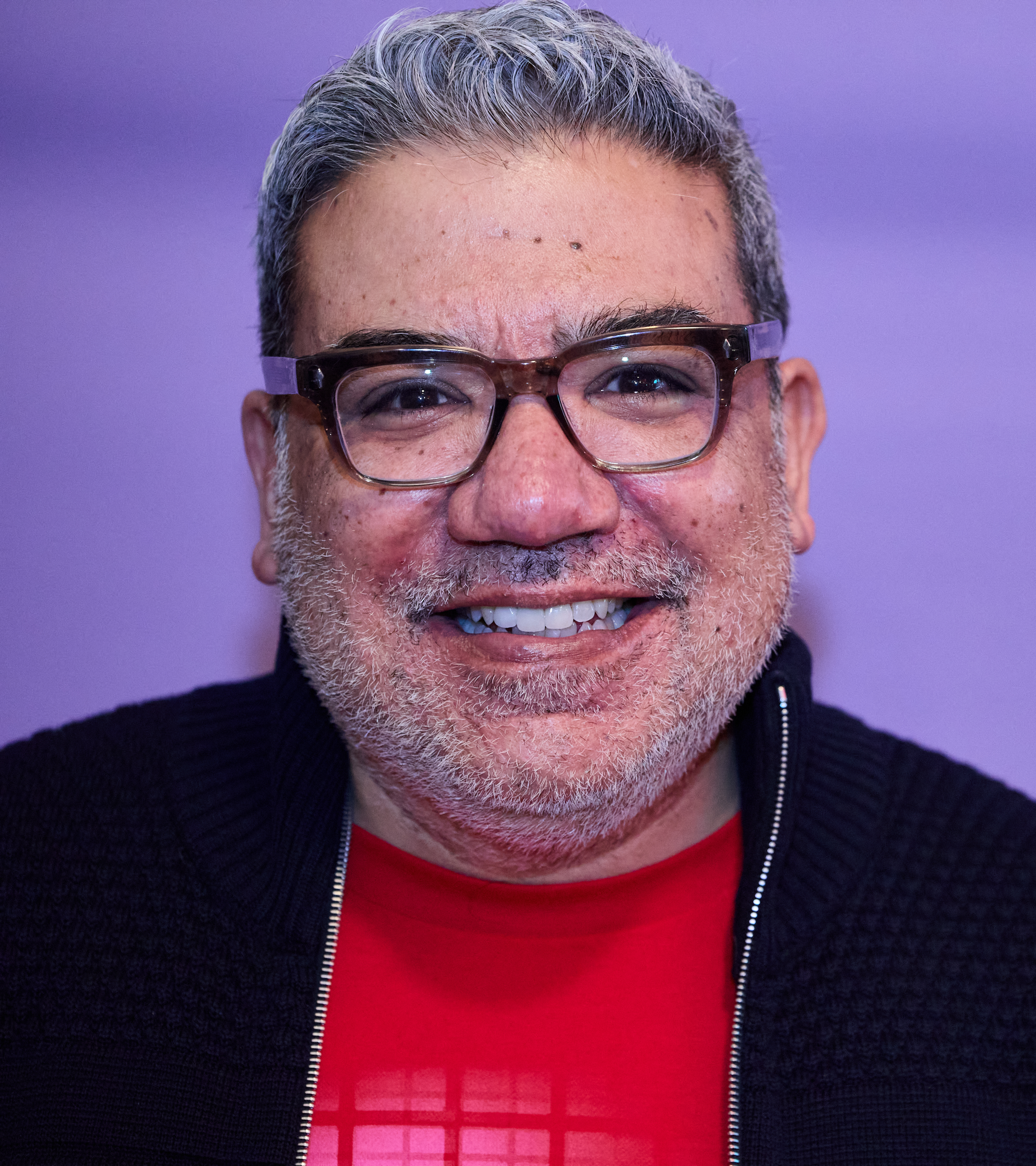
Eugene Hernandez, 2025 Leiter des Sundance Film Festivals

Das 41. Sundance Film Festival fand vom 23. Januar bis 2. Februar 2025 in den Städten Park City und Salt Lake City im US-Bundesstaat Utah statt. Es gilt als wichtigstes US-amerikanisches Festival für den Independent-Film und steht zum zweiten Mal unter der Leitung von Eugene Hernandez. Für die Programmierung zeichnete Kim Yutani verantwortlich.

## Beschreibung
Das Festival befindet sich in einer Zeit des Umbruchs. Seit der COVID-19-Pandemie haben sich die Besucherzahlen nicht erholt. So zählte die Auflage 2020 insgesamt 116.800 Besucher, während das Festival 2024 ein Publikum von 72.840 Menschen begrüßen konnte. Joanna Vicente, Leiterin des Sundance Institute, legte nach der letztjährigen Auflage ihr Amt nieder. Gegenwärtig führt es interimsweise Amanda Kelso. Auch die weitere Standortfrage ist nicht abschließend geklärt. Da Park City als alleiniger Standort als zu teuer und schlecht zu erreichen gilt, soll die Festivalauflage ab dem Jahr 2027 in Cincinnati, Boulder (Colorado) oder Salt Lake City und Park City als gemeinsamer Austragungsort stattfinden. Mit einer Entscheidung wird im Februar 2025 nach Ende der 41. Auflage gerechnet.
Am 11. Dezember 2024 wurde mit 87 Spielfilmen und 6 Serienprojekten ein Großteil des Programms für die Festivalauflage 2025 präsentiert, darunter 36 Filme und 3 Serienprojekte die von Debütregisseuren stammen. Vom 30. Januar bis 2. Februar präsentiert sich das Festival der Öffentlichkeit in hybrider Form – 60 Prozent des Programms kann in diesem Zeitraum kostenpflichtig als Online-Stream abgerufen werden. Insgesamt waren 4138 Beiträge für die 41. Auflage eingereicht worden, darunter 47 Prozent von Regisseurinnen sowie fast ein Fünftel von Filmemachern mit LGBT-Hintergrund.

## Sektionen

### U.S. Dramatic Competition
Wettbewerb US-amerikanischer Spielfilme (10 Beiträge, allesamt Weltpremieren):
| Titel                                   | Regie                  | Land |
| --------------------------------------- | ---------------------- | ---- |
| Atropia                                 | Hailey Gates           | USA  |
| Bubble & Squeak                         | Evan Twohy             | USA  |
| Bunnylovr                               | Katarina Zhu           | USA  |
| Love, Brooklyn                          | Rachael Abigail Holder | USA  |
| Omaha                                   | Cole Webley            | USA  |
| Plainclothes                            | Carmen Emmi            | USA  |
| Ricky                                   | Rashad Frett           | USA  |
| Sorry, Baby                             | Eva Victor             | USA  |
| Sunfish (& Other Stories on Green Lake) | Sierra Falconer        | USA  |
| Twinless                                | James Sweeney          | USA  |

### World Cinema Dramatic Competition
Wettbewerb ausländischer Spielfilme (10 Beiträge, allesamt Weltpremieren):
| Titel                     | Verweistitel              | Regie                     | Land                                                     |
| ------------------------- | ------------------------- | ------------------------- | -------------------------------------------------------- |
| Brides                    | Brides                    | Nadia Fall                | Vereinigtes Königreich                                   |
| Deux femmes en or         | Two Women                 | Chloé Robichaud           | Kanada                                                   |
| DJ Ahmet                  | DJ Ahmet                  | Georgi M. Unkovski        | Nordmazedonien, Tschechische Republik, Serbien, Kroatien |
| LUZ                       | LUZ                       | Flora Lau                 | Hongkong, VR China                                       |
| Sabar Bonda               | Cactus Pears              | Rohan Parashuram Kanawade | Indien, Vereinigtes Königreich, Kanada                   |
| Sauna                     | Sauna                     | Mathias Broe              | Dänemark                                                 |
| Sukkwan Island            | Sukkwan Island            | Vladimir de Fontenay      | Frankreich                                               |
| The Things You Kill       | The Things You Kill       | Alireza Khatami           | Türkei, Frankreich, Polen, Kanada                        |
| La Virgen de la Tosquera  | The Virgin of Quarry Lake | Laura Casabé              | Argentinien, Spanien, Mexiko                             |
| Where the Wind Comes From | Where the Wind Comes From | Amel Guellaty             | Tunesien, Frankreich, Katar                              |

### U.S. Documentary Competition
Wettbewerb US-amerikanischer Dokumentarfilme (10 Beiträge, allesamt Weltpremieren):
| Titel                            | Regie                          | Land |
| -------------------------------- | ------------------------------ | ---- |
| Andre is an Idiot                | Anthony Benna                  | USA  |
| Life After                       | Reid Davenport                 | USA  |
| Marlee Matlin: Not Alone Anymore | Shoshannah Stern               | USA  |
| The Perfect Neighbor             | Geeta Gandbhir                 | USA  |
| Predators                        | David Osit                     | USA  |
| Seeds                            | Brittany Shyne                 | USA  |
| Selena y Los Dinos               | Isabel Castro                  | USA  |
| Speak.                           | Jennifer Tiexiera, Guy Mossman | USA  |
| Sugar Babies                     | Rachel Fleit                   | USA  |
| Third Act                        | Tadashi Nakamura               | USA  |

### World Documentary Competition
Wettbewerb ausländischer Dokumentarfilme (10 Beiträge, allesamt Weltpremieren):
| Titel                    | Verweistitel             | Regie                                                                         | Land                                                      |
| ------------------------ | ------------------------ | ----------------------------------------------------------------------------- | --------------------------------------------------------- |
| 2000 Meters to Andriivka | 2000 Meters to Andriivka | Mstyslaw Tschernow                                                            | Ukraine                                                   |
| Coexistence, My Ass!     | Coexistence, My Ass!     | Amber Fares                                                                   | USA, Frankreich                                           |
| اوزاک یوللار             | Cutting Through Rocks    | Sara Khaki, Mohammadreza Eyni                                                 | Iran, Deutschland, USA, Niederlande, Katar, Chile, Kanada |
| The Dating Game          | The Dating Game          | Violet Du Feng                                                                | USA, Vereinigtes Königreich, Norwegen                     |
| Endless Cookie           | Endless Cookie           | Seth Scriver, Peter Scriver                                                   | Kanada                                                    |
| GEN_                     | GEN_                     | Gianluca Matarrese                                                            | Frankreich, Italien, Schweiz                              |
| How to Build a Library   | How to Build a Library   | Maia Lekow, Christopher Knight                                                | Kenia                                                     |
| Khartoum                 | Khartoum                 | Anas Saaed, Rawia Alhag, Ibrahim Snoopy Ahmad, Timeea Mohamed Ahmed, Phil Cox | Sudan, Vereinigtes Königreich, Deutschland, Katar         |
| Mr. Nobody Against Putin | Mr. Nobody Against Putin | David Borenstein                                                              | Dänemark, Tschechische Republik                           |
| Prime Minister           | Prime Minister           | Michelle Walshe, Lindsay Utz                                                  | USA                                                       |

### Premieres
Die Sektion präsentiert eine Auswahl an Weltpremieren von einigen der am meisten erwarteten Filmen des Kinojahres (28 Dokumentar- und Spielfilme, allesamt Weltpremieren). Die Dokumentarfilme The Alabama Solution und The Stringer wurden nachgereicht.
| Titel                                       | Verweistitel                                | Regie                             | Land                              |
| ------------------------------------------- | ------------------------------------------- | --------------------------------- | --------------------------------- |
| The Alabama Solution                        | The Alabama Solution                        | Andrew Jarecki, Charlotte Kaufman | USA                               |
| اللي باقي منك                               | All That’s Left of You                      | Cherien Dabis                     | Deutschland, Zypern               |
| April & Amanda                              | April & Amanda                              | Zackary Drucker                   | USA                               |
| The Ballad of Wallis Island                 | The Ballad of Wallis Island                 | James Griffiths                   | Vereinigtes Königreich            |
| Come See Me in the Good Light               | Come See Me in the Good Light               | Ryan White                        | USA                               |
| Deaf President Now!                         | Deaf President Now!                         | Nyle DiMarco, Davis Guggenheim    | USA                               |
| FOLKTALES                                   | FOLKTALES                                   | Heidi Ewing, Rachel Grady         | USA, Norwegen                     |
| Free Leonard Peltier                        | Free Leonard Peltier                        | Jesse Short Bull, David France    | USA                               |
| Heightened Scrutiny                         | Heightened Scrutiny                         | Sam Feder                         | USA                               |
| If I Had Legs I’d Kick You                  | If I Had Legs I’d Kick You                  | Mary Bronstein                    | USA                               |
| It’s Never Over, Jeff Buckley               | It’s Never Over, Jeff Buckley               | Amy Berg                          | USA                               |
| Jimpa                                       | Jimpa                                       | Sophie Hyde                       | Australien, Niederlande, Finnland |
| Kiss of the Spider Woman                    | Kiss of the Spider Woman                    | Bill Condon                       | USA                               |
| Last Days                                   | Last Days                                   | Justin Lin                        | USA                               |
| The Librarians                              | The Librarians                              | Kim A. Snyder                     | USA                               |
| Lurker                                      | Lurker                                      | Alex Russell                      | USA                               |
| Magic Farm                                  | Magic Farm                                  | Amalia Ulman                      | Argentinien, USA                  |
| Middletown                                  | Middletown                                  | Jesse Moss, Amanda McBaine        | USA                               |
| Move Ya Body: The Birth of House            | Move Ya Body: The Birth of House            | Elegance Bratton                  | USA                               |
| Oh, Hi!                                     | Oh, Hi!                                     | Sophie Brooks                     | USA                               |
| Peter Hujar’s Day                           | Peter Hujar’s Day                           | Ira Sachs                         | USA                               |
| Rebuilding                                  | Rebuilding                                  | Max Walker-Silverman              | USA                               |
| SALLY                                       | SALLY                                       | Cristina Costantini               | USA                               |
| SLY LIVES! (aka The Burden of Black Genius) | SLY LIVES! (aka The Burden of Black Genius) | Amir „Questlove“ Thompson         | USA                               |
| The Stringer                                | The Stringer                                | Bao Nguyen                        | USA                               |
| The Thing with Feathers                     | The Thing with Feathers                     | Dylan Southern                    | Vereinigtes Königreich            |
| Train Dreams                                | Train Dreams                                | Clint Bentley                     | USA                               |
| The Wedding Banquet                         | The Wedding Banquet                         | Andrew Ahn                        | USA                               |

### Next
Die Sektion präsentiert mutige, kreative Werke, die sich durch einen innovativen Ansatz beim Geschichtenerzählen auszeichnen (8 Beiträge, allesamt Weltpremieren):
| Titel                                               | Regie               | Land                    |
| --------------------------------------------------- | ------------------- | ----------------------- |
| BLKNWS: Terms & Conditions                          | Kahlil Joseph       | USA                     |
| By Design                                           | Amanda Kramer       | USA                     |
| East of Wall                                        | Kate Beecroft       | USA                     |
| Mad Bills to Pay (or Destiny, dile que no soy malo) | Joel Alfonso Vargas | USA                     |
| OBEX                                                | Albert Birney       | USA                     |
| Rains Over Babel                                    | Gala del Sol        | Kolumbien, USA, Spanien |
| Serious People                                      | Pasqual Gutierrez   | USA                     |
| Zodiac Killer Project                               | Charlie Shackleton  | USA                     |

### Midnight
Die Sektion zeigt Genrefilme wie Horrorfilme, wilde Komödien oder Thriller (7 Beiträge, allesamt Weltpremieren):
| Titel                     | Regie              | Land                   |
| ------------------------- | ------------------ | ---------------------- |
| Dead Lover                | Grace Glowicki     | Kanada                 |
| Didn’t Die                | Meera Menon        | USA                    |
| Opus                      | Mark Anthony Green | USA                    |
| Rabbit Trap               | Bryn Chainey       | Vereinigtes Königreich |
| Together – Unzertrennlich | Michael Shanks     | Australien, USA        |
| Touch Me                  | Addison Heimann    | USA                    |
| The Ugly Stepsister       | Emilie Blichfeldt  | Norwegen               |

### Spotlight
Von Audible präsentierte Sektion von Filmen, die bereits auf anderen Festivals gezeigt wurden (2 Beiträge). Programmchefin Yutani wählte in diesem Jahr nicht so viele Beiträge aus, um Platz für ein halbes Dutzend weitere Weltpremieren in anderen Sektionen zu machen.
| Titel                   | Originaltitel           | Regie                | Land                   |
| ----------------------- | ----------------------- | -------------------- | ---------------------- |
| April                   | April                   | Dea Kulumbegaschwili | Georgien               |
| One to One: John & Yoko | One to One: John & Yoko | Kevin Macdonald      | Vereinigtes Königreich |

### Sonderaufführungen (Special Screenings)
| Titel                      | Regie          | Land |
| -------------------------- | -------------- | ---- |
| The Six Billion Dollar Man | Eugene Jarecki | USA  |

### From the Collection
Diese Sektion präsentiert restaurierte Filme aus dem Archiv des Sundance Institutes (2 Beiträge):
| Titel    | Regie         | Land |
| -------- | ------------- | ---- |
| El Norte | Gregory Nava  | USA  |
| Unzipped | Douglas Keeve | USA  |

### Serien („Episodic“)
Diese Sektion zeigt innovative Serienformate (6 Beiträge, allesamt Weltpremieren):
| Titel              | Regie                                 | Land |
| ------------------ | ------------------------------------- | ---- |
| Bucks County, USA  | Barry Levinson, Robert May            | USA  |
| Bulldozer          | Joanna Leeds, Andrew Leeds            | USA  |
| Chasers            | Erin Brown Thomas                     | USA  |
| Hal & Harper       | Cooper Raiff                          | USA  |
| Never Get Busted!  | David Anthony Ngo, Erin Williams-Weir | USA  |
| Pee-wee as Himself | Matt Wolf                             | USA  |

### Family Matinee
Familienfreundliche Filme (früher unter dem Namen KIDS bekannt) für alle Altersgruppen (1 Beitrag, Weltpremiere):
| Titel              | Regie        | Land |
| ------------------ | ------------ | ---- |
| The Legend of Ochi | Isaiah Saxon | USA  |

## Auszeichnungen
Die Preisverleihung in den wichtigsten Wettbewerbssparten fand am 31. Januar 2025 im The Ray Theatre in Park City statt.

### Jurypreise
| Wettbewerb – US-amerikanischer Spielfilm (U.S. Dramatic) (Jurymitglieder: Reinaldo Marcus Green, Arian Moayed und Celine Song)     | Wettbewerb – US-amerikanischer Spielfilm (U.S. Dramatic) (Jurymitglieder: Reinaldo Marcus Green, Arian Moayed und Celine Song) | Wettbewerb – US-amerikanischer Spielfilm (U.S. Dramatic) (Jurymitglieder: Reinaldo Marcus Green, Arian Moayed und Celine Song)                             | Wettbewerb – US-amerikanischer Spielfilm (U.S. Dramatic) (Jurymitglieder: Reinaldo Marcus Green, Arian Moayed und Celine Song) | Wettbewerb – US-amerikanischer Spielfilm (U.S. Dramatic) (Jurymitglieder: Reinaldo Marcus Green, Arian Moayed und Celine Song) |
| Kategorie | Film | Preisträger | Bild | |
| --- | --- | --- | --- | --- |
| Großer Preis der Jury – Bester Spielfilm (U.S. Grand Jury Prize: Dramatic)                                                         | Atropia | Regie und Drehbuch: Hailey Gates, Produktion: Naima Abed, Emilie Georges, Luca Guadagnino, Lana Kim, Jett Steiger                                          | Hailey Gates bei der Preisverleihung                                                                                           | |
| Beste Regie (Directing Award) | Ricky | Rashad Frett | Rashad Frett bei der Preisverleihung                                                                                           | |
| Bestes Drehbuch (Waldo Salt Screenwriting Award)                                                                                   | Sorry, Baby | Eva Victor | Eva Victor bei der Preisverleihung                                                                                             | |
| Spezialpreis der Jury – Schauspiel (Special Jury Award for Acting)                                                                 | Twinless | Dylan O’Brien | Dylan O’Brien (2017) | |
| Spezialpreis der Jury – Schauspielensemble (Jury Award for Ensemble Cast)                                                          | Plainclothes | Tom Blyth, Russell Tovey, Maria Dizzia, Christian Cooke, Gabe Fazio, Amy Forsyth                                                                           | Tom Blyth (2022) | |
| Wettbewerb – US-amerikanischer Dokumentarfilm (U.S. Documentary) (Jurymitglieder: Steven Bognar, Vinnie Malhotra und Marcia Smith) | | | | |
| Kategorie | Film | Preisträger | Bild | |
| Großer Preis der Jury – Bester Dokumentarfilm (U.S. Grand Jury Prize: Documentary)                                                 | Seeds | Regie und Produktion: Brittany Shyne, Produktion: Danielle Varga, Sabrina Schmidt Gordon                                                                   | Brittany Shyne bei der Preisverleihung                                                                                         | |
| Beste Regie (Directing Award) | The Perfect Neighbor | Geeta Gandbhir | Geeta Gandbhir bei der Preisverleihung                                                                                         | |
| Bester Schnitt (Jonathan Oppenheim Editing Award)                                                                                  | André is an Idiot | Anthony Benna | Anthony Benna bei der Preisverleihung                                                                                          | |
| Spezialpreis der Jury für „Archival Storytelling“ (Special Jury Award for Archival Storytelling)                                   | Selena y Los Dinos | Anthony Benna | Isabel Castro bei der Preisverleihung                                                                                          | |
| Spezialpreis der Jury (Special Jury Award)                                                                                         | Life After | Reid Davenport | Reid Davenport bei der Preisverleihung                                                                                         | |
| Wettbewerb – ausländischer Spielfilm (World Cinema Dramatic) (Jurymitglieder: Ava Cahen, Wanuri Kahiu und Daniel Kaluuya)          | | | | |
| Kategorie | Film | Preisträger | Bild | |
| Großer Preis der Jury – Bester ausländischer Spielfilm (World Cinema Grand Jury Prize: Dramatic)                                   | Sabar Bonda (Cactus Pears) | Regie und Drehbuch: Rohan Parashuram Kanawade, Produktion: Neeraj Churi, Mohamed Khaki, Kaushik Ray, Hareesh Reddypalli, Naren Chandavarkar, Sidharth Meer | Rohan Parashuram Kanawade bei der Preisverleihung                                                                              | |
| Beste Regie (Directing Award) | The Things You Kill | Alireza Khatami | Alireza Khatami bei der Preisverleihung                                                                                        | |
| Spezialpreis der Jury für „Creative Vision“ (Special Jury Award for Creative Vision)                                               | DJ Ahmet | Georgi M. Unkovski | Georgi M. Unkovski bei der Preisverleihung                                                                                     | |
| Spezialpreis der Jury – Drehbuch (Special Jury Award for Writing)                                                                  | Two Women | Catherine Léger | Catherine Léger während des Festivals                                                                                          | |
| Wettbewerb – Ausländischer Dokumentarfilm (World Documentary) (Jurymitglieder: Daniela Alatorre, Laura Kim und Kevin Macdonald)    | | | | |
| Kategorie | Film | Preisträger | Bild | |
| Großer Preis der Jury – Bester ausländischer Dokumentarfilm (World Cinema Grand Jury Prize: Documentary)                           | Cutting Through Rocks (اوزاک یوللار)                                                                                           | Regie und Produktion: Sara Khaki, Mohammadreza Eyni | Mohammadreza Eyni und Sara Khaki bei der Preisverleihung                                                                       | |
| Beste Regie (Directing Award) | 2000 Meters to Andriivka | Mstyslaw Tschernow | Mstyslaw Tschernow bei der Preisverleihung                                                                                     | |
| Spezialpreis der Jury (Special Jury Award)                                                                                         | Mr. Nobody Against Putin | David Borenstein | David Borenstein bei der Preisverleihung                                                                                       | |
| Spezialpreis der Jury für Meinungsfreiheit (Special Jury Award for Freedom of Expression)                                          | Coexistence, My Ass! | Amber Fares | | |